# بخش حسین دای
بخش حسین دای (به عربی: بلدية حسين داي) یک بخش در الجزایر است که در استان الجزیره واقع شده‌است.